# Hoplitis zaianorum
Hoplitis zaianorum är en biart som först beskrevs av Raymond Benoist 1927.  Hoplitis zaianorum ingår i släktet gnagbin, och familjen buksamlarbin. Inga underarter finns listade i Catalogue of Life.